# Vermoeden van Baudet
Het vermoeden van Baudet was een wiskundig vermoeden uit de getaltheorie, dat geformuleerd werd door de Nederlandse wiskundige Henry Baudet (1891-1921). 
 
Het vermoeden luidde: 
Als {\displaystyle m} een natuurlijk getal is en de verzameling der natuurlijke getallen wordt in twee willekeurige klassen verdeeld, dan bevat een van die verzamelingen een rekenkundig rijtje van lengte {\displaystyle m}.
Het bewijs werd geleverd in de stelling van Van der Waerden, welke Bartel Leendert van der Waerden in 1927 publiceerde in het Nieuw Archief voor Wiskunde onder de titel Beweis einer Baudetschen Vermutung.